# Niklas Hedl
Niklas Hedl (Wenen, 17 maart 2001) is een Oostenrijks voetballer die onder contract staat bij Rapid Wien.

## Clubcarrière
Niklas Hedl is afkomstig uit de jeugdopleiding van Rapid Wien. Zowel zijn vader Raimund Hedl (°1974) als zijn oudere broer Tobias Hedl (°2003) speelden bij Rapid Wien. Hij startte zijn carrière bij de reserves van de club en maakte zijn debuut in de hoofdmacht op 20 februari 2022 in de wedstrijd tegen SK Sturm Graz.

## Internationale carrière
Hedl maakte op 16 november 2022 in de oefeninterland tegen Andorra zijn debuut voor het nationale elftal van Oostenrijk. Op 12 maart 2024 zette bondscoach Ralf Rangnick Hedl samen met ploeggenoten Guido Burgstaller en Marco Grüll uit de selectie, omdat ze bij hun club hadden meegedaan aan homofobische spreekkoren. Hij werd vervolgens wel weer opgeroepen voor het Oostenrijkse team dat deelnam aan het Europees kampioenschap voetbal 2024. Oostenrijk werd groepswinnaar in een groep met Frankrijk, Nederland en Polen en werd in de achtste finales uitgeschakeld met een 1–2 nederlaag tegen Turkije. Hedl kwam op het toernooi niet in actie.